# スーパーマリオランド3 ワリオランド
- ワリオシリーズ > ワリオランドシリーズ > スーパーマリオランド3 ワリオランド

『スーパーマリオランド3 ワリオランド』 は、1994年1月21日に任天堂から発売されたゲームボーイ用横スクロールアクションゲーム。欧米版では『Wario Land: Super Mario Land 3』とタイトル表記の前後が逆になっている。

## 概要
本作の主人公はマリオではなく、前作『スーパーマリオランド2 6つの金貨』で悪役として登場したワリオを主役に据えたスピンオフ作品である。開発も前作を手掛けたメンバーが中心となって行われた。本作は「スーパーマリオランドシリーズ」の3作目であると同時に、「ワリオランドシリーズ」の1作目にもなっており、本作以降、ワリオを主人公としたアクションゲーム群が独自の展開を見せる事となる。なお発売前には一部媒体で『スーパーマリオランド3 怪力ワリオ』という仮タイトルが発表されていた。
2000年にニンテンドウパワーの書き換え用ソフトとして発売された他、2011年にニンテンドー3DS用のバーチャルコンソール対応ソフトとして配信された。

## ストーリー
前作『スーパーマリオランド2』にて、マリオの城を奪い取ることに失敗してしまったワリオ。それでも自分の城が欲しくてたまらないワリオは、どうやって自分の城を手に入れるか考えていた。そんな折、巨大な黄金像を盗み出したという海賊と、その黄金像をマリオが取り返そうとしているという噂を聞いたワリオは、その海賊・ブラックシュガー団のお宝を横取りして城を建てようと、海賊の根城であるキッチン島へ旅立つのだった。

## システム
『スーパーマリオランド2』（以下、『2』）と同様の横スクロールアクションゲームであり、コースをクリアしながら最後に待ち受けるボスを倒せば次のワールドに進めるという、マリオシリーズでは定番の構成である。『2』はどのワールドからでも始めることができたが、本作ではほぼ指定されたワールドの順番で攻略していくことになる。また、本作では条件を満たすと構成が変化するステージも存在する。
幾つかのステージには宝部屋があり、ステージの何処かにあるカギを持っていれば開けることができ、宝箱をチビワリオ以外で攻撃すれば宝が入手できる。
ゲーム中で集めたコインは各コースクリア時に集計される。『2』と異なり、コインはひたすら貯めていくのみとなる。また、いくつかのコースに用意されているお宝は、最終面クリア時にコイン（1個当たり2000 - 9000コイン）に換算される。最終的に集めることができたコインの数によってエンディングが変わるマルチエンディング。なお、ゲームオーバーになると、いずれかの宝物を没収され、未入手の状態まで戻される。宝を持っていない場合は、それまでに集めたコインが半減する。
ハートを100ポイント集めると1UP、ニンニクを取ると一回り大きくなる、スターを取ると無敵になるなど、基本的にはマリオシリーズと同じシステムである。
また、隠し部屋に巨大アイテムブロックが隠されている場所も複数あり、下記のどちらかが手に入る。
- 巨大コイン - コイン100枚分。
- 巨大ハート - 3UP。

## アクション
基本アクションはマリオのものと類似しているものの、ワリオ独自のアクションが存在する。
基本仕様
マリオと違って、敵に触れたぐらいではダメージを受けない（せいぜい弾かれる程度）。トゲには弱いため、どういう体勢であってもトゲに当たるとダメージとなる。また、破壊可能なブロックは基本的にどの状態のワリオでも破壊できる（チビワリオ含む）。
体当たり
ダッシュで突撃し、ブロックを破壊したり敵キャラを吹っ飛ばす。このアクションで敵を倒すと、一部の敵を除きコインを落とす。水中ではジェットワリオを除き使用不可。
投擲
敵を踏みつけると気絶状態になり、持ち上げる、あるいは吹っ飛ばすの行動を取れる。敵を持ち上げて別の敵に投げ付けることができる（USAとは挙動が違う）。投げつけた敵を別の相手に当てると通常は2匹とも倒れるが、投げつけた方の敵を壁が跳ね返すことがあり、これをキャッチして「再利用」することができる。ボスはこれを使いこなせないと攻略できない。
コイン投げ
↑+Bで手の上に10コインを出し、投げつけることができる。もちろん、出すとコインが10枚減るのだが、投げた10コインが何にも当たらずに地面に落ちた場合、拾えば取り戻せる。ヒンヤリ以外のボスには効かない。中継地点にはこの10コインを投げ入れる必要がある（=コインが10枚以上ないと中継地点が使えない）。また、一部のステージを除き、ゴール地点にも入れる必要がある。したがってコインが10枚に満たないとゴールできないが、本作ではコースのスタート地点に出口が設置されており、ここに引き返してコースを出ることもできる。なお、ステージ上に10コインがある場合は新たな10コインを出す事ができない。因みに、壁の中に投げると10コインが「倒れる」現象が起こり、コインが無駄になることがある。
しゃがみ歩き
チビワリオ以外の状態で、しゃがんだまま十字キーの左右を押すとその方向にゆっくりではあるが移動できる。コインや敵を持ち上げたまましゃがみ歩きも出来る。

### 変身
ブルワリオ
ブルの壷、もしくはチビワリオ以外の状態でニンニクを取るとこの状態になる。ワリオのパワーが強化され、通常2回体当たりしなければ壊せないブロックを1回で壊せるようになるほか、ジャンプ中に↓を押すと使えるようになる「ヒップドロップ」では、弱い敵を押し潰して倒したり、地震を起こして周囲にいる敵を気絶させたりすることができる。また、↑を押したまま天井に触れると、角を刺して天井にぶら下がることができるようになり、着地するタイミングのコントロールや、敵の地震攻撃による振動を回避することができる。このアクションが使えなければ攻略できないルートや取れないコインも多い。
後に発売した｢マリオカート7｣のコースのひとつ、｢ワリオシップ｣にブルワリオの看板が登場する。
ジェットワリオ
ジェットの壷を取るとこの状態になる。他の変身状態より歩行速度が速く、ジャンプ力も常に最大になる（上ボタンを押す必要がない）。また、体当たりにジェット噴射が付加され、通常では不可能な空中や水中での体当たり（飛行）が可能になる。飛行中はしばらく飛んでいると失速して高度を落としていくが、飛んでいる最中に一旦飛行をキャンセルして落ち始める前に素早く再噴射すると、カウントがリセットされ、これを連続で行うことで、ずっと飛び続けることができる。
ドラゴンワリオ
ドラゴンの壷を取るとこの状態になる。頭に装着したヘルメットから炎を発射して敵を攻撃できる。攻撃力は高く、一部のボスキャラにもその炎は通用する程である。反面チビを除く変身の中では唯一、体当たりができない。水中でも地上と同様に炎を発射して攻撃することが可能。火炎はブロックを広く長く破壊でき、また体当たりと違って反動無しに噴射中常に攻撃できるので、ブロックが多数ある面や多数の雑魚敵が登場する局面などに適している。炎は、一定時間出続けるが、消える時だけスキが出来、また、完全に消えるまで再び発射できないので注意。
チビワリオ
通常のワリオもしくは上記3種の状態で敵の攻撃を受けるとこの状態になる。体当たりができなくなり、物を持ち上げるスピードも落ちるなど大幅にパワーダウンする。この状態で敵の攻撃を受けると1ミス、その面で取ったコインは全て失う。この状態でゴールすると必ずノーマルワリオになる。
変身アイテムを取った後、変身が完了するまでの間にジャンプボタンを押し続けているとその場でジャンプが可能。これは空中にいても有効なため、二段ジャンプができることになる（十字キーの上も一緒に押していると更に高くジャンプできる）。

## ステージ構成
ステージは全7エリア。コースは全40面。基本的にステージ数はほぼ連番で、一部隠しステージを含んでいるため、通常通りにクリアしていくと番号の飛ぶ箇所が存在している（ただし、隠しステージはあくまでも寄り道という位置づけでありクリアしていなくてもゲームの流れに影響はない）。
| ステージ     | ステージ名（日、英）                                                                   | 概要 | コース |
| ------------ | -------------------------------------------------------------------------------------- | --- | ------ |
| 1            | ライスビーチ（海岸） RICE BEACH                                                        | ワリオが最初に訪れる海岸のステージ。ある条件によって隠しステージがある。また、ここのボスであるトゲブロスを倒すと潮が満ち一部のステージが水浸しになり、地形変化前のステージをプレイできなくなる。 | 1-6    |
| 2            | ティーポット山（山） MT. TEAPOT                                                        | ライスビーチの北側にあるティーポット型の山。麓にはアスパラ湖があり、山の内部には溶岩が流れている。フタの部分は宙に浮いており、コース12のスイッチを押すとフタが閉まって山頂（コース10）がボスステージ（コース13）になり、地形変化前のコース10としてはプレイできなくなる。途中シャーベッ島へ通じる隠しルートが存在する。                               | 7-13   |
| 隠しステージ | シャーベッ島（氷山） SHERBET LAND                                                      | ティーポット山の北西にある氷山。氷山なだけあって、一面が氷で埋めつくされていて滑りやすい。このエリアはそれ自体が隠しエリアとなっている。あまりに寒いためか、このエリアの至る所で敵キャラが氷付けにされたまま放置されている。このエリアのボスは戦いを無視できる（ボスの部屋にゴールが置いてある）。また、ボスを倒すとコインではなくハートが出てくる。 | 14-19  |
| 3            | ストーブ谷（谷） STOVE CANYON                                                          | ティーポット山の南東にぽっかり開いている溶岩が流れている谷。溶岩流やトロッコといった仕掛けがある。隠しステージが存在する。 | 20-25  |
| 4            | ティーカップ号（海賊船） SS Tea Cup                                                    | ストーブ谷から出たところの岬に停められている海賊船。海を渡らないと船に潜入できない。このエリアから隠しステージが存在しなくなる。 | 26-30  |
| 5            | パセリの森（森） PARSLEY WOODS （コース32クリア前） PARSELY WOODS （コース32クリア後） | ティーカップ号の北側にある森。この森にそびえ立つ大木が生えている。ティーカップ号をクリアすると強制的にこのエリアに行かされ、コース32をクリアしないとこのエリアから出られない。コース32をクリアした後はコース31の地形が変化し、変化前のステージをプレイできなくなる。同時にマップ上のステージ名も変化する (Parsley→Parsely)。                         | 31-36  |
| 最終ステージ | シロップ城（城） SYRUP CASTLE                                                          | パセリの森を出たところにある海賊の本拠地。画面外まで飛んでしまう大ジャンプブロックを次々渡っていく空中面など、仕掛けが厳しい。通常のゴールはコース37のみで、中盤からはコースをクリアするごとに城の全型が変化していく。 | 37-40  |

## ボーナスステージ
ステージクリア時、コインを精算する前にボーナスステージに挑戦することができる。ボーナスステージにはハートボーナスとコインボーナスの2種類があり、1回で挑戦できるのはどちらか一方のみ。使用できるのはそのステージで獲得したコインのみであり、コインを使いたくない場合はボーナスステージにチャレンジせず終了することもできる。コインを1枚も持たずステージクリアした場合はボーナスステージにチャレンジできず、そのまま精算画面へ移行する。

### コインボーナス
ステージで獲得したコインを増やすためのボーナス。2つのバケツの中から当たりだと思うほうのバケツを選択する。見事バケツの中からドル袋が出れば成功。そのステージで獲得したコインが倍増する。しかし、10t錘が落ちてきた場合は失敗。持っているコインが半減する。チャンスは3回あり、3回連続で成功すれば8倍まで増やすことができるが、逆に3回連続で失敗すれば8分の1になる恐れがある。3回挑戦する前に途中で終了することも可能。コインが999枚を超えた場合は超過分は切り捨てられる。また、半減時の端数は切り捨てとなる。コインが0枚になっても挑戦できるが、成功しても0枚のため無意味である。

### ハートボーナス
残り人数を増やすためのボーナス。挑戦前に難易度（A、B、Cの3段階）を決定する。難易度によって挑戦に必要なコインの費用が異なり、高い難易度ほど報酬が大きい。制限時間10秒以内に爆弾を投げるパワーを決定し、ボタンを離すことで爆弾を投げ、対岸の敵に命中すれば成功となる。爆弾が当たらなかった場合や制限時間を過ぎてしまった場合は失敗。成功数と難易度に応じ獲得ハートまたはライフが決定する。コイン所持数が最低難易度のCの挑戦するのに必要な20枚に満たない場合や、すでにライフ・ハートがいずれも最大（各99）となっている場合は挑戦できない。
| 難易度 | 挑戦料      | 敵               | 1回成功  | 2回成功  | 3回成功  | 4回成功  | 5回成功 |
| ------ | ----------- | ---------------- | -------- | -------- | -------- | -------- | ------- |
| A      | コイン100枚 | グラグラ（速い） | 3UP      | 5UP      | 7UP      | 10UP     | 50UP    |
| B      | コイン40枚  | D・D（普通）     | 50ハート | 70ハート | 1UP      | 2UP      | 3UP     |
| C      | コイン20枚  | クリクリ（遅い） | 1ハート  | 10ハート | 50ハート | 70ハート | 1UP     |

## ワリオ城
ゲームを最後まで進めてクリアするとワリオ城を建てることが出来る。ワリオが集めたお宝の数やコインの金額によって、でき上がるお城が違う。コース40をクリアするとコインは300枚獲得できる。最低がコイン300枚であり，最終的に0～299枚になることはない。Dランク以下はWのマークが外れる
- Eランク(コイン1万枚未満):鳥小屋
- Dランク(コイン3万枚未満):枯れた木の家
- Cランク(コイン7万枚未満):ログハウス
- Bランク(コイン9万枚未満):日本風の城
- Aランク(コイン9万枚以上):西洋風の城
- Sランク(コイン99999枚+全15個のお宝):宇宙の星まるごと「惑星ワリオ」

なお、全てのお宝を集めるとコイン9万枚分となる。このランクは『ルイージマンション』でも使用された。Aランクでの「西洋風の城」は後のワリオシリーズ(『ワリオランド2』、『ワリオワールド』)にも登場している。

## 登場キャラクター

### 敵キャラクター
今作の敵キャラクターは、キャプテン・シロップ率いる海賊ブラックシュガー団が主となっている。

### その他
マリオ
前作でワリオと対決したライバル。タイトルに名前が入っているものの、本作ではエンディングデモでのみ登場する脇役となっている。
本作では盗まれた黄金像を取り返すため別行動していたと思われ、エンディングにて、ヘリコプターで黄金像を吊り下げ、何処かへ去って行った。

## 裏技・バグ等
本作は非常にバグが目立ち、裏技も多数存在する。例として所持コインや残り時間及びワリオの状態を自在に変更できる隠しコマンドや、爆弾を持っている状態でドアを通過すると爆弾が10コインに変わるバグが存在し、偶然に出現するバグも少なくない。とはいえ意図的に引き起こす類のものを除けばゲーム進行上の問題は発生しない。他にも、閉まっているゴールポイントに、しゃがみ歩きをしながら何度もぶつかるとワリオが泳ぐときのポーズをとるなど、裏技的な方法でワリオの面白い仕草を見ることもできる。

## 移植版
| No. | タイトル                           | 発売日                       | 対応機種        | 開発元           | 発売元 | メディア                                      | 型式 | 備考 | 出典  |
| --- | ---------------------------------- | ---------------------------- | --------------- | ---------------- | ------ | --------------------------------------------- | ---- | ---- | ----- |
| 1   | スーパーマリオランド3 ワリオランド | 2000年3月1日                 | ゲームボーイ    | 任天堂開発第一部 | 任天堂 | フラッシュロムカセット （ニンテンドウパワー） | -    |      |       |
| 2   | スーパーマリオランド3 ワリオランド | 2011年12月14日 2012年2月16日 | ニンテンドー3DS | 任天堂開発第一部 | 任天堂 | ダウンロード （バーチャルコンソール）         | -    |      | [ 3 ] |

## スタッフ
- ディレクター：清武博二、細川豪彦
- プログラマー：山中勝、小川譲、平野勲、香月良昇
- グラフィック・デザイナー：清武博二、細川豪彦、杉野憲一
- 音楽：吉冨亮二、石川こずえ
- パッケージ・デザイナー：野村扶二子、中野祐輔
- スペシャル・サンクス：出石武宏、山本雅央、原田貴裕、尾崎亘洋、ダニエル・オーセン（英語版）、デイヴ・ブルックス、田村けいこ、メアリー・ココマ、山田裕之、デヴィッド・パットン、グラハム・アーチャー、柴田聡（英語版）
- テストプレイヤー：加納誠、寺崎啓祐、山上仁志、戸高一生など
- プロデューサー：横井軍平

## 評価
ゲーム誌『ファミコン通信』の「クロスレビュー」では、6・6・6・7の合計25点（満40点）、『ファミリーコンピュータMagazine』の読者投票による「ゲーム通信簿」での評価は以下の通り22.8点（満30点）となっている。
| 項目 | キャラクタ | 音楽 | お買得度 | 操作性 | 熱中度 | オリジナリティ | 総合 |
| 得点 | 4.1        | 3.6  | 3.9      | 3.8    | 3.7    | 3.6            | 22.8 |